# Andrej Tlustý
Andrej Tlustý (15. října 1915 – ?) byl český a československý politik Československé strany socialistické, poslanec České národní rady a Sněmovny národů Federálního shromáždění za normalizace.

## Biografie
K roku 1969 se uvádí původní profesí coby úředník, bytem Teplice. Absolvoval právnickou fakultu a v době svého nástupu do parlamentu pracoval jako člen advokátní poradny v Teplicích. Byl členem předsednictva Krajského výboru Národní fronty v Ústí nad Labem.
Po provedení federalizace Československa usedl v lednu 1969 do Sněmovny národů Federálního shromáždění. Do federálního parlamentu ho nominovala Česká národní rada, kde rovněž zasedal. Ve FS setrval do konce funkčního období, tedy do voleb v roce 1971.